# Affaire Eisenstuck
L'affaire Eisenstuck désigne un conflit diplomatique et militaire de 1876 à 1878 entre l'Empire allemand et la république du Nicaragua. Elle est l'opération militaire la plus importante de la Kaiserliche Marine en Amérique centrale à la fin du XIXe siècle. Elle a lieu à la fois sur la côte de l'océan Pacifique et la côte de l'océan Atlantique.

## Histoire

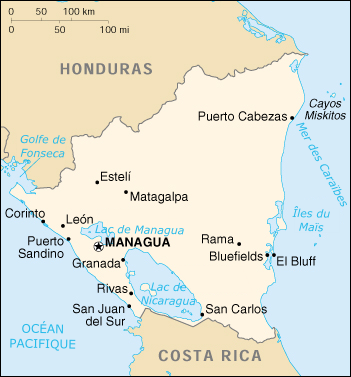
Carte du Nicaragua

La raison de cette intervention est deux agressions contre le consul honoraire impérial Paul Eisenstuck dans la ville de León à l'ouest du Nicaragua en 1876. Il vit depuis longtemps en Amérique et s'y est marié. Sa belle-fille vit divorcée, c'est pourquoi la famille a été attaquée deux fois dans la rue. La première fois, le 23 octobre 1876, trois coups de feu sont tirés sans atteindre quelqu'un. Le seconde fois le 29 novembre 1876 est plus violente, les soldats de la police rouent de coups le consul et l'arrêtent. Eisenstuck est libéré à cause de son immunité diplomatique, les procédures pénales contre ses agresseurs sont enterrées. La cour pénale estime qu'il s'agit d'une affaire privée, d'une "querelle de famille" dans laquelle le fils tente de reconquérir son épouse.
L'Allemagne exige du Nicaragua la punition des auteurs, une indemnité de 30 000 dollars des États-Unis et un salut du drapeau de la part des soldats nicaraguayens. Le Nicaragua n'y répond pas, sous-estimant probablement ses rapports diplomatiques ou économiques.

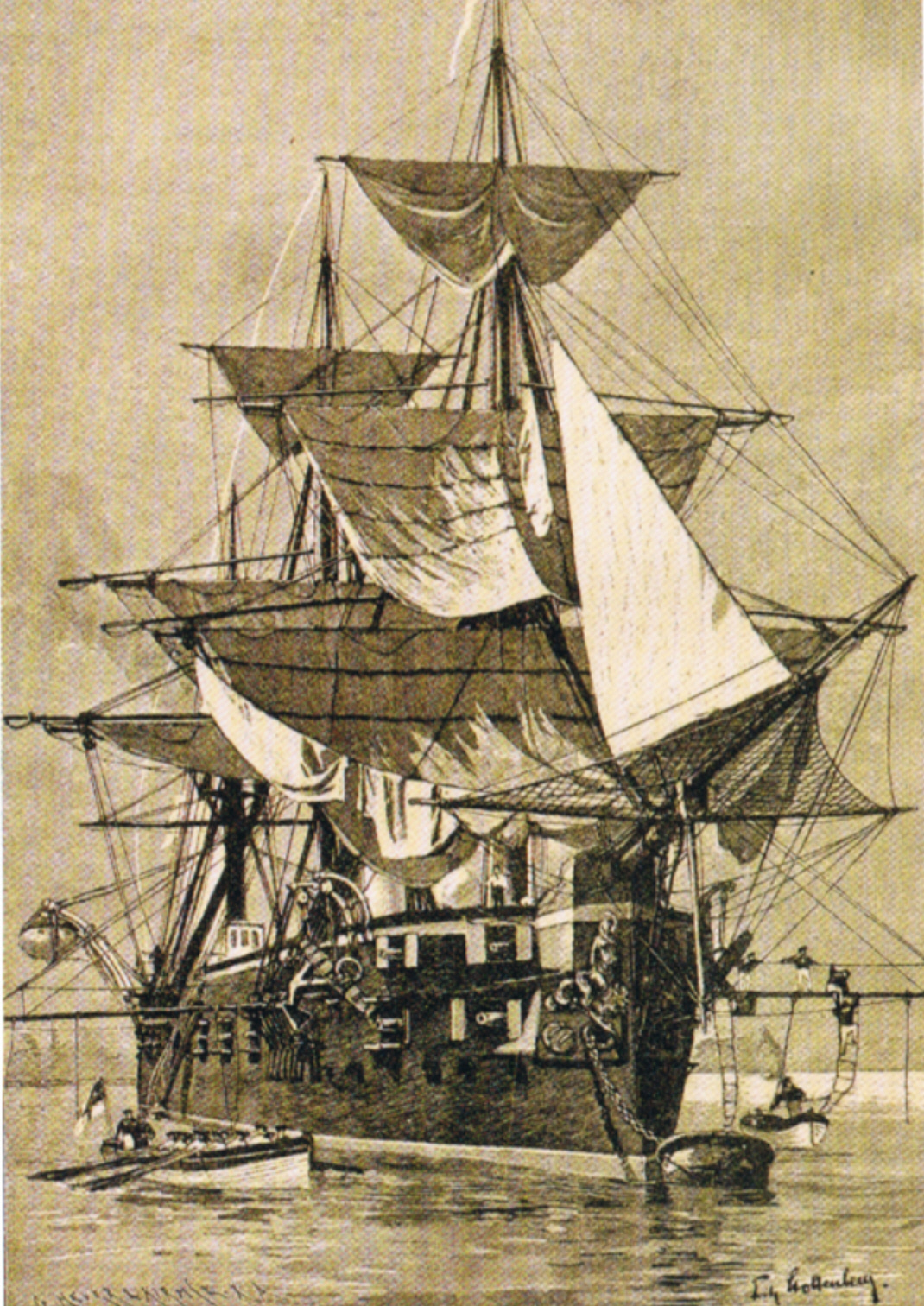
Le SMS Leipzig

Durant toute l'affaire, l'Office des Affaires étrangères allemand fait en sorte d'agir en respectant les règles de la convention internationale. À plusieurs reprises, elle se fait, à sa demande, confirmer sa position par le Royaume-Uni et les États-Unis. En conformité avec les anciennes pratiques diplomatiques, l'Allemagne maintient sa pression, mais demande une médiation à ces deux pays. Cette médiation échoue, elle s'est si mal passée en raison de l'irrespect envers les diplomates des États-Unis que Washington rompt ses relations avec le Nicaragua jusqu'à la fin de l'affaire.
L'Office des Affaires étrangères demande à l'amirauté impériale d'apporter son soutien en août 1877. Celle-ci envoie trois navires de guerre de l'Escadre d'Extrême-Orient, les SMS Leipzig, SMS Ariadne et SMS Elisabeth de venir sur la côte ouest du Nicaragua. Un autre navire, le navire-école SMS Medusa, en voyage dans les Antilles, reçoit l'ordre de venir sur la côte est. Les navires sont sur leurs positions le 17 et 18 mai 1878. Les navires ne sont pas équipés pour pratiquer un débarquement et donc ne constituent pas une vraie menace sur le gouvernement américain[Quoi ?] dans la capitale, Managua, à l'intérieur du pays.
Toutefois, le Nicaragua fait marche arrière le 31 mars 1878. Elle paie l'amende de 30 000 dollars, condamne les agresseurs (à une amende de 500 dollars) et une partie de la Marine salue le drapeau. Tout au long du conflit, aucun coup de feu n'a été tiré.
L'affaire est exemplaire de la diplomatie de la canonnière telle qu'elle est faite alors par les puissances européennes. En particulier, l'Empire allemand qui vient de se créer cherche à être pris au sérieux comme une grande puissance. Les intérêts du pays en Amérique Centrale sont renforcés.
Ce respect s'est gagné grâce aux navires de la Kaiserliche Marine. Après l'affaire Eisenstuck, elle constate qu'elle n'est pas en mesure de procéderer à un débarquement. La diplomatie l'a emporté grâce aux efforts du capitaine de vaisseau Wilhelm von Wickede, bien connu dans les pays d'Amérique, qui parvient à faire paraître la demande de l'Allemagne au Nicaragua comme fort modérée.
L'attitude du gouvernement du Nicaragua est un mystère complet. Les historiens pensent que le gouvernement espérait que les Allemands s'en prennent à la ville de León en opposition avec la capitale Managua.
Le belle-fille d'Eisenstuck reviendra vers son mari et restera mariée à lui jusqu'en 1914.